# 坪林區
24°56′15″N 121°42′40″E / 24.937388°N 121.711185°E

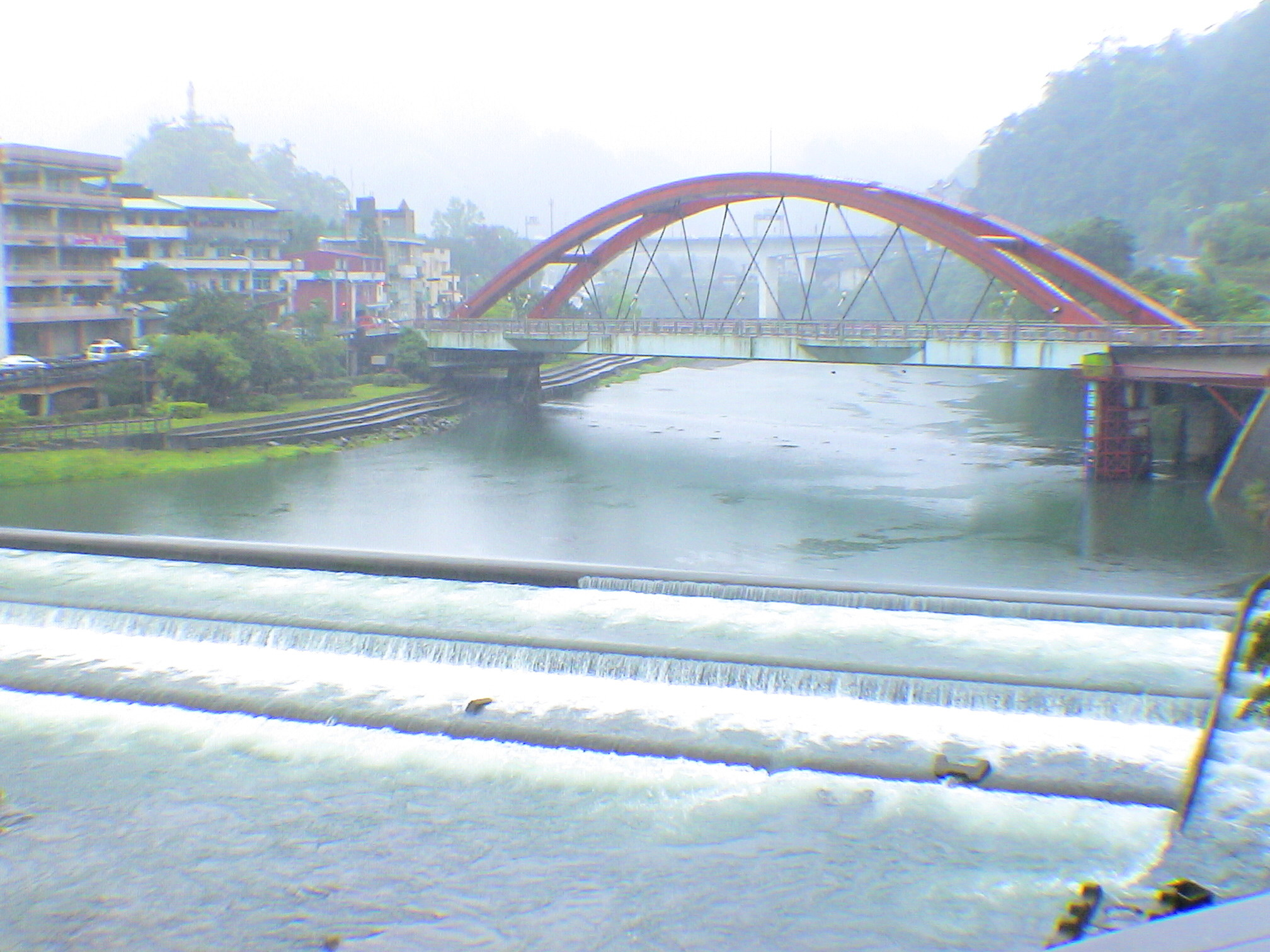
坪林拱橋

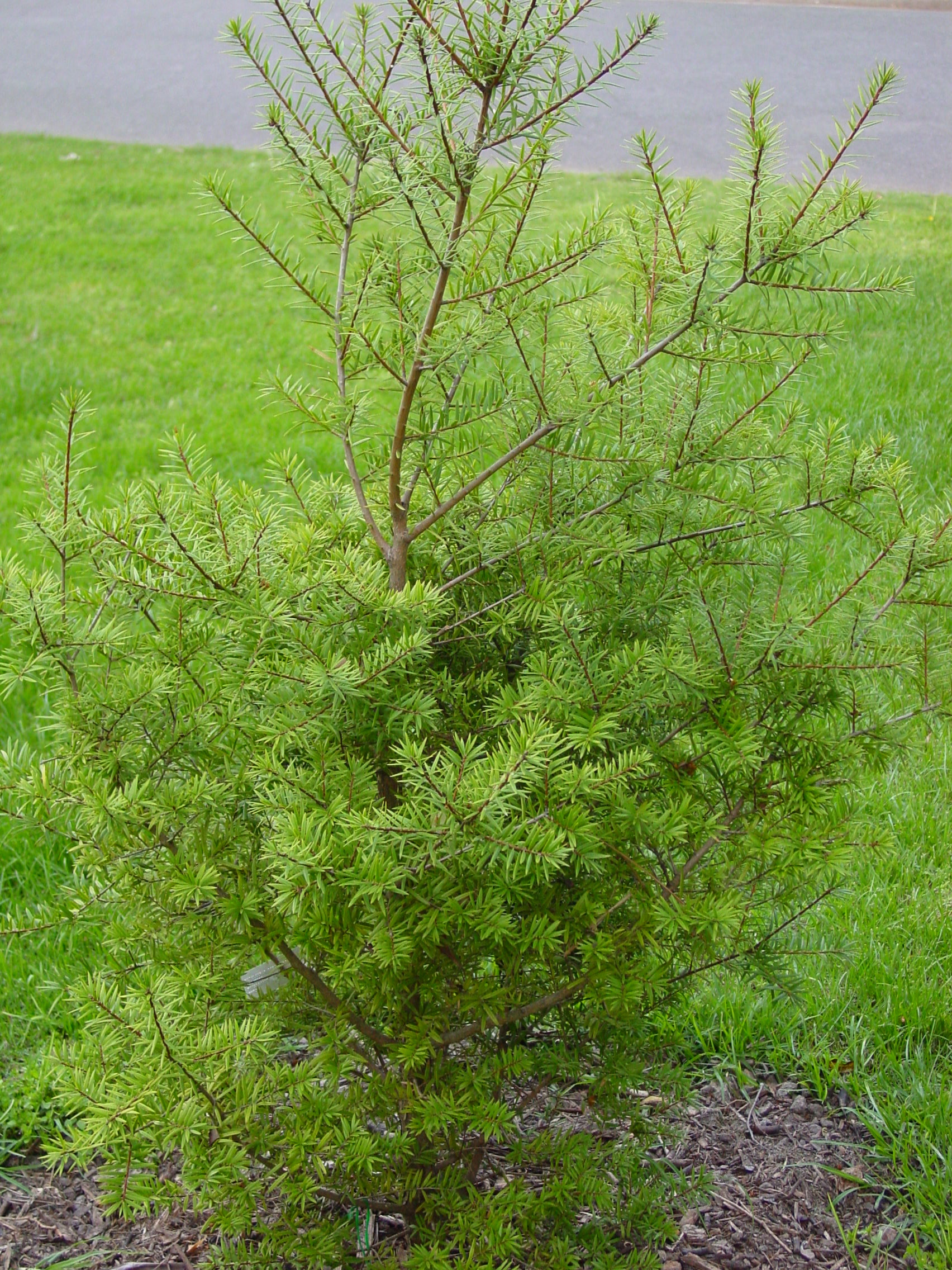
台灣油杉

坪林區，舊稱「坪林尾」，前身「坪林鄉」，位於臺灣新北市東南端，北接平溪區，東北接雙溪區，東南鄰宜蘭縣頭城鎮、礁溪鄉，西南接烏來區，西鄰石碇區。為北宜公路的中繼站，西距台北市38公里，東距宜蘭市42公里。境內多為山地，北面為伏獅山區，南面為阿玉山區，有北勢溪蜿蜒全境，西流至龜山與南勢溪會合為新店溪，北勢溪流經坪林市街，河谷平原分佈溪流兩岸，海拔約兩百公尺，為坪林區之主要聚落所在，並為水源保護區及觀光勝地。主要經濟農作物為文山包種茶。

## 歷史
坪林在清治時期早期乃被歸為蕃地，街庄行政區並未出現在文獻上，至道光元年（1821年）漢人周嘉之進入開墾，陸續才有金福安墾號等在坪林尾、九芎林及魚堀入墾，光緒年間擴至闊瀨、大舌湖與鷺鷥岫等處。為了防止原住民入侵，墾號多募隘勇，區內除了墾戶之外很少有漢人移入，以墾戶、佃戶、隘首及隘勇成自治形態，原屬淡水廳淡水堡，後改隸拳山堡，光緒元年（1875年）再改隸文山堡。
日治時期以後，坪林屬深坑廳或文山郡轄下，但在明治42年（1909年）到大正8年（1919年）間因糧食匱乏而曾歸宜蘭廳管轄。
坪林區早期開發乃由北而南，以淡蘭古道為主要交通路線，隨著嘉慶和道光年間噶瑪蘭的開發，區內發展出多條淡蘭間的交通路線。

### 坪林公投
北宜高速公路最初規劃只在坪林設置行控中心，交流道不開放進入坪林以減少人車汙染，但此對坪林居民而言不啻為生計浩劫和交通運輸上的不便，這也是坪林交流道公投事件的發端。自1990年起，坪林居民發起長達四年的抗爭行動，2003年9月13日以公民投票表達強烈的抗議。
坪林公投主要有四大訴求:
- 坪林行控中心開放為一般交流道
- 雪山隧道名稱變更為坪林隧道
- 雪山隧道的三處通風豎井所帶來的汙染應回饋坪林
- 彭山隧道完工後應先開放通車至坪林

2003年9月13日坪林公投，全區設籍有投票權者5,147人，共有3,308人投票，3,241人贊成，比率超過97%，反對及無意見者僅54票，無效票13張，投票率達64.27%。投票結束後，當時行政院環境保護署立即召開記者會回應，時任署長郝龍斌認為「民意不能凌駕專業，公投不能推翻環評」。
2003年10月6日，綠色公民行動聯盟、看守台灣協會等環保團體針對環保署長郝龍斌的辭職發表聯合聲明表示，現今政府的決策過程普遍漠視民意，公眾參與徒具型式，決策過程沒有考慮到民意以達雙贏，使環評成為「為既定開發行為背書」之橡皮圖章；「對於那些不環保、不永續的環評，人民當然有權用公投來予以制衡」。

### 護溪護魚運動
坪林的護溪護魚運動自1999年開始可分兩階段，先以北勢溪開始，兩年後於金瓜寮溪也進行護溪護魚。起初的目的僅在確保坪林的水源品質無虞，2003年台北縣政府明令禁漁、封溪範圍和禁漁期間等事項。之後坪林公所再利用護溪護魚的成果，設置觀魚自行車道至粗窟金瓜寮社區，讓環保觀念在國民心中發芽。

## 地理

### 地形
坪林區位處新北市的東南，海拔160公尺至1100公尺之間的雪山北段，四周環山而中央平緩，平均高度約海拔500公尺。
坪林區東西寬約14.8公里，南北長約16公里，東南以雪山山脈之阿玉山與宜蘭縣交界。北勢溪沿岸河階地形發達，以坪林里附近最為明顯。
清季進入坪林主要路線有三:
- 由暖暖通過平溪，經南山寺、大舌湖，再渡虎寮潭。
- 由南港通過石碇，經豐田、坑子口，到達坪林尾。
- 由深坑通過石碇，經粗坑、仁里坂，抵達灣潭渡。

日治時期以後，台灣總督府為了理蕃政策，將木柵、深坑、石碇通過坪林到宜蘭的道路拓寬至3到4公尺。 1939年(昭和14年)，為了修築讓汽車可以通行，北宜公路拓寬到6到8公尺，從此坪林成為台北宜蘭的交通貨物集散中繼站。

### 生態
本區屬副熱帶常綠林生物群系，下方為闊葉林，高處乃若干針葉林。區類台灣油杉(Keteleeria davidiana var. formosana Hayata)乃台灣固有種，散佈在姑婆寮溪分水嶺，海拔300-600公尺的地方。在日治時期初期，區內溪中魚類仍然豐富，溪哥仔、鱸鏝、香魚數量甚多，至今因過度開發已迥異於昔日。

### 水文
坪林區的主要溪流乃北勢溪，由東向西貫穿，至新店區龜山與南勢溪匯流後稱為新店溪。
依水系可劃分為三區
- 北勢溪本流流域
- 魚堀溪本流流域
- 金瓜寮溪本流流域

### 土石流潛勢溪流
依照2012年行政院農委會水土保持局公告，坪林區共有9條土石流潛勢溪流，大林里(2)、水德里(3)、石嶆里(1)、坪林里(1)、粗窟里(2)。

### 坪林區危險水域
坪林區危險水域有11處
- 大溪地露營區前水域、上游100公尺及下游300公尺處
- 平堵橋附近水域
- 合歡露營區前水域、上游200公尺及下游100公尺處
- 坪安潭露營區前水域
- 虎寮潭露營區前水域
- 金瓜寮溪自行車步道階梯下方

- 渡南橋下方水域
- 黑龍潭露營區前水域
- 親水公園前水域及上游150公尺處水域
- 灣潭入水口前水域及下游200公尺處水域
- 大舌湖27號後方300公尺水域

### 坪林台灣油杉自然保留區
坪林區境內之台灣油杉自然保留區，屬羅東林區文山事業區轄下，成立於1986年(民國75年)，面積34.6公頃。本區台灣油杉於日治時期即已指定為天然紀念物，目前僅剩200餘株，多為勢衰老齡木，屬於陽性樹種，更因林下入侵植物多，光線不足，使天然更新情形不佳，整個族群呈極度消退，若不施予特別的保護，台灣油杉在本區恐將消失。 

### 人口
1946年，臺灣省政府推動戶口清查，坪林區當時的戶籍人口為7,811人，其中閩南籍有7,413人，客家籍及暫居人口則佔極少數:602－603。二戰後的坪林區人口多年保持在5千人至9千人之間:612－613，其中1985年與1986年係因鄉長選舉間接發生幽靈人口事件，故兩年戶籍人口遠高於其它年份。
根據新北市政府民政局統計，2024年底坪林區戶數約2.6千戶，人口約6.3千人，人口密度每平方公里約37人，是臺灣直轄市山地原住民區以外的人口密度最低的市轄區。區內人口最多與最少的里分別是坪林里與石里，2024年底兩里人口分別為1,413人與422人。

## 政治

### 歷任首長

#### 鄉長時期
| 屆次 | 姓名   | 備註 |
| ---- | ------ | ---- |
| 1    | 鍾榮富 |      |
| 2    | 鍾榮富 |      |
| 3    | 鍾榮富 |      |
| 4    | 陳永義 |      |
| 5    | 陳永義 |      |
| 6    | 林阿友 |      |
| 7    | 林國祥 |      |
| 8    | 林國祥 |      |
| 9    | 鄭金連 |      |
| 10   | 陳炳耀 |      |
| 10   | 林國祥 | 補選 |
| 11   | 陳錦波 |      |
| 12   | 黃銘豐 |      |
| 13   | 梁金生 |      |
| 14   | 梁金生 |      |
| 15   | 王潮清 |      |

#### 區長時期
| 任次 | 姓名   | 備註 |
| ---- | ------ | ---- |
| 1    | 王潮清 |      |
| 2    | 呂學記 |      |
| 3    | 施明慧 |      |
| 4    | 周慶珍 |      |
| 5    | 張秀玲 |      |

### 區政組織

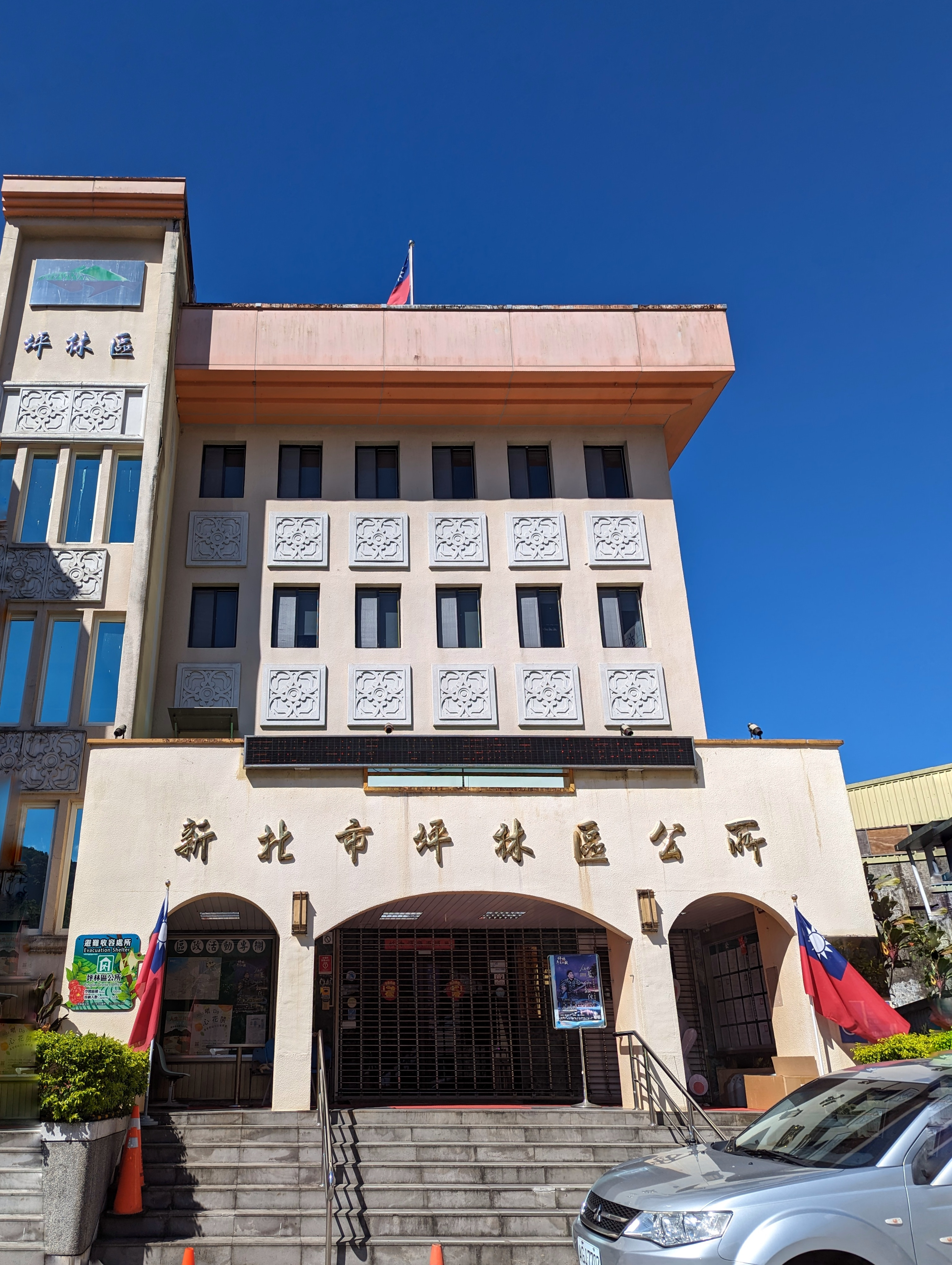
坪林區公所

坪林區公所是新北市政府在坪林區的派出機關，在中華民國政府架構中為市政府綜理區政的執行機關，上級業務監督機關為新北市政府。区长由市長任命，其任期為無任期保障。在區長及主任秘書之下，設有4課3室等7個內部單位。

### 行政區
現今坪林區行政範圍的確立，來自於1922年，將原屬文山郡蕃地（今烏來區）的金瓜寮、九芎坑等地納入坪林庄庄域，全庄劃分為水聳淒坑、厚德岡坑、九芎林、姑婆療、魚窟、灣潭、金瓜寮、九芎坑、坪林、坑子口、大粗坑、大舌湖、闊瀨、鷺鶿岫、楣子寮、柑腳坑等16個大字。1945年，改為「坪林鄉」，屬臺北縣文山區:677。1950年，裁撤區署，坪林鄉改直隸於臺北縣:678。2010年12月25日，臺北縣改制為直轄市，坪林鄉改制為市轄區「坪林區」，隸屬新北市。坪林區的行政區劃轄有漁光里、上德里、石里、大林里、坪林里、水德里、粗窟里等7個里，共計78鄰。

## 公共設施
警政
- 新北市政府警察局新店分局
  - 石槽派出所
  - 金溪派出所
  - 漁光派出所
  - 坪林分駐所
  - 闊瀨派出所

法務
- 法務部廉政署廉政研習中心(舊銜：法務部政風人員訓練中心)：位於新北市坪林區大林里𩻸魚堀49號(坪林山莊)

## 經濟發展

### 稻米
在日治時代，坪林即有稻米耕種，可是仍無法自給自足，尚須由外地輸入。到1980年後產量陡降，1997年後便不見種植的紀錄。

### 大菁
大菁又名馬藍，乃棉織品的染料，自清治時期入墾本區之初，就開始種植。隨著人工合成染料的興起，坪林的大菁便為茶園所取代。

### 茶葉
茶葉乃坪林重要的經濟作物，主要為包種茶。因坪林地形海拔400至500公尺，土壤偏酸性，排水性與透水性皆佳，四季有雨，適合種植茶葉。自日治時期，坪林茶葉多運往南洋，內銷不多，終戰後台灣經濟起飛，高級茶葉暢銷，茶農的收入才獲得改善。

### 琉球松
日本二戰戰敗後，政府宣導造林，坪林造林面積至1971年約達3000公頃，以琉球松為主，供給當作製紙原料，曾占全台紙業原料的三分之一。後來製紙原料改由進口，加上松材線蟲害，使得林農損失甚鉅。

## 教育

### 國民中學
- 新北市立坪林國民中學（页面存档备份，存于）

### 國民小學
- 新北市坪林區坪林國民小學（页面存档备份，存于）
- 新北市坪林區坪林國民小學漁光分校

### 其他
- 新北市英速魔法學院闊瀨校區：原為臺北縣立坪林國民小學闊瀨分校，撤校後改為以英語學習為主軸的戶外教學營區。

### 圖書館
- 新北市立圖書館坪林分館

## 交通

### 公路
- 國道五號（蔣渭水高速公路，又稱為北宜高）
  - 14 坪林坪林交流道
  - 坪林行控中心
- 台9線（北宜公路）
- 市道106乙
- 北42線（坪雙產業道路；編制僅到闊瀨）

### 主要道路
- 坪林街：通往石碇的其中一條道路，連接北宜路八段、國中路、水柳腳。
- 國中路：通往石碇、國道五號的其中一條道路，通往坪林國中（坪林國中亦位於此路）。

### 公車、客運
※標示記號者，表示該線可使用悠遊卡付款乘車（不論刷卡購票或車上刷卡）※

#### 市區公車
| 編號           | 經營業者 | 營運路線 | 備註                                                                               |
| -------------- | -------- | --- | ---------------------------------------------------------------------------------- |
| 綠12           | 新店客運 | 捷運新店站－北宜公路－坪林 |                                                                                    |
| 923            | 新店客運 | 捷運新店站－北新路－捷運新店區公所站(北新)－ 國道三號－ 國道三號甲線－昇高坑口(深坑)－文山路－楓子林路口(石碇)－ 國道五號（北宜高）－坪林 | 經 國道三號甲線、深坑、石碇、 國道五號                                             |
| 新店-坪林 跳蛙 | 臺北客運 | 捷運新店站－捷運新店區公所站(北新)－ 國道五號－ 國道三號－坪林國中－坪林遊客中心                                                          | 雙方向行駛，固定班次，假日停駛。 行經北宜高；於107年9月17日通車。 跳蛙公車轉乘優惠 |

#### 新北市新巴士
F721(平日)平雙路乾溪路口－坪林國中
F721(假日)坪林國中－南山寺
F722(金瓜寮線)坪林國中－九芎根101
F723(大林線)坪林國中－九芎根101
F723(石曹線)坪林國中－保安宮
F724坪林國中－厚德岡坑（平日停駛）

#### 國道客運
| 經營業者                       | 編號  | 營運路線                               | 備註                                          |
| ------------------------------ | ----- | -------------------------------------- | --------------------------------------------- |
| 大都會客運 臺北客運 (都會之星) | 9028A | 新店(大坪林)－－坪林－羅東－冬山－蘇澳 | 蘇澳全程車-經坪林，整點發車之部分班次停靠坪林 |

## 旅遊
- 九芎根親水公園
- 坪林老街
- 保坪宮
- 坪林油杉自然保育區
- 南山寺
- 獅公髻尾山
- 坪林舊橋：坪林區第1處古蹟。
- 坪林茶業博物館

- 湖桶古道
- 𩻸魚堀溪觀魚步道
- 𩻸魚堀溪自行車道
- 坪林低碳旅遊

坪林自2008年起創立全台灣第一個低碳旅遊示範鄉鎮，並與新北市環境保護局合作，於區內規劃各種以低碳為訴求的山林旅遊活動。
- 新北市立圖書館坪林分館：民眾閱讀與休憩的平台，為坪林地區帶動更強的文化閱讀能量。

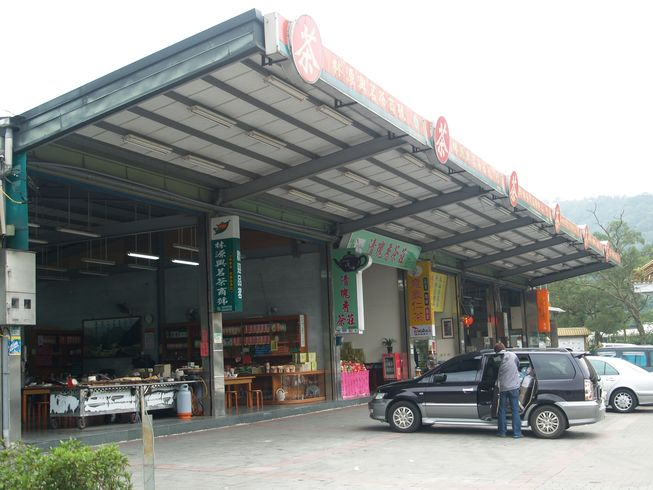
坪林茶行
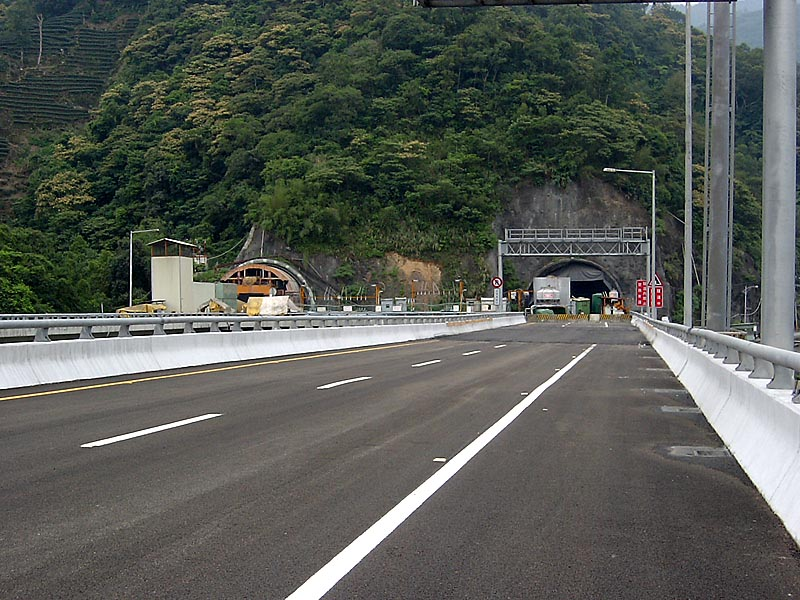
坪林施工中的雪山隧道西口(2002年)

## 外部連結
- 坪林區公所（页面存档备份，存于）
- 坪林區衛生所 （页面存档备份，存于）